# NGC 3187

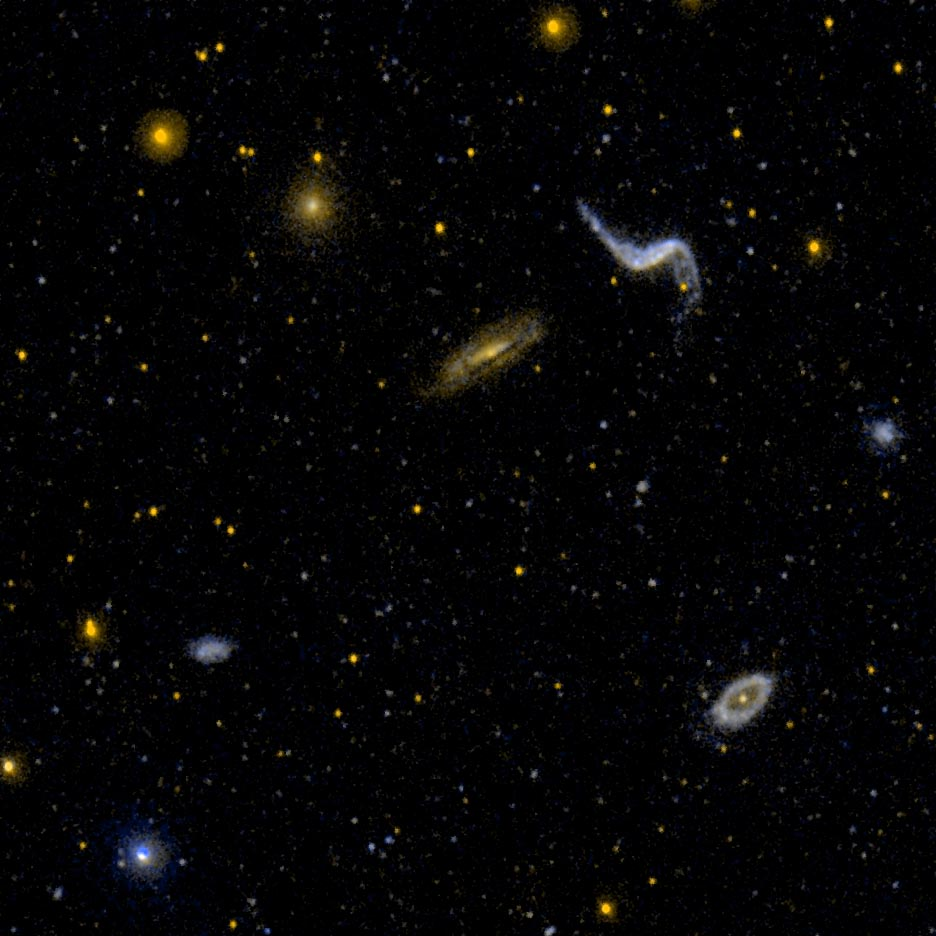
تجمع مجرات HCG 44 وتظهر فيها المجرة إن جي سي 3187 المميزة بذراعين مفرودين فوق منتصف الصورة على اليمين.

إن جي سي 3187 في الفلك (بالإنجليزية : NGC 3187) هي مجرة حلزونية ضلعية توجد في كوكبة الأسد ، ذات قدر ظاهري 9و12 ويبلغ اتساعها 0و3 دقيقة قوسية في 3و1 دقيقة قوسية ( 3,0' × 1,3').
تبعد تلك المجرة عنا نحو 65 مليون سنة ضوئية وتعتبر من المجرات الخافتة التألق المساحي . وتكوّن المجرة إن جي سي 3187  مع عدة مجرات أخرى قريبة منها مجموعة مجرات هيكسون و تلك المجرات هي:
- إن جي سي 3190
- إن جي سي 3193
- إن جي سي 3185

وتكون معهم المجموعة المجرية HCG 44 ، طبقا لقائمة هيكسون التي قام بتسجيلها عام 1982.
و تسمى تلك المجموعة في نفس الوقت مجموعة NGC 3190 .

## وصلات خارجية
- (بالإنجليزية) NASA/IPAC Extragalactic Database
- (بالإنجليزية) SIMBAD Astronomical Database
- (بالإنجليزية) SEDS